# Пудучеррі (місто)
Пудучеррі — столиця однойменної союзної території Індії. До вересня 2006 року носив назву Пондішері, а до 1954 р. був столицею Французької Індії.
Місто розташоване на рівні моря, тому для захисту від океанських хвиль у 1735 році була збудована 2-кілометрова дамба, котра захищає місто досі.

## Демографія
На 2007 рік населення міста становило 735 322 чоловік, 50 % чоловіків і 50 % жінок. Рівень грамотності 76 % — вище, ніж середній національний рівень в 59,5 %; грамотність серед чоловіків становить 82 %, серед жінок 71 %. 10 % населення — діти до 6 років.
Більшість жителів розмовляють тамільською, телугу або малаялам. Також доволі поширена французька мова, оскільки Пудучеррі доволі довго була французькою колонією.